# Jedność Robotnicza (organizacja)
Jedność Robotnicza – blok organizacji komunistycznych w Żyrardowie, utworzony w związku z wyborami samorządowymi w 1924, a następnie zgłoszony też do wyborów samorządowych w 1928. W latach 1977–2017 organizacja ta według opinii Instytutu Pamięci Narodowej była patronem ulicy w Żyrardowie. 